# Uctívání kamenů

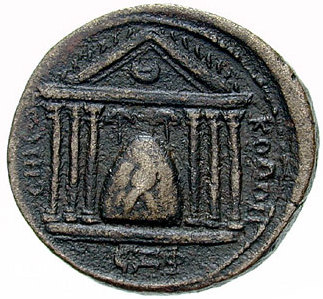
Vyobrazení baitylu v chrámu v Emese

Uctívání kamenů patří mezi kulty, které jsou doloženy již od starověku, zejména od Féničanů a Řeků. Předmětem kultu ale mohly být i starší pravěké megality, u kterých není jejich smysl doložen. Do moderní doby se uctívání kamenů zachovalo v šintoismu, kde může být nositelem kami i kámen.
Za jiný významný přetrvávající příklad může být považován Černý kámen, který považují za posvátný muslimové. Uctíván byl ale již před vznikem islámu, jenž ve skutečnosti modloslužbu zakazuje a pro většinu muslimů tedy neznamená úcta ke kameni jeho zbožštění a odklon od jednobožství.
Předpokládá se, že řada kamenných božstev vznikla jako meteority.

## Starověk
Pro kamenné božstvo se ve starověku ustálil starořecký výraz βαίτυλος – baitylos, který byl přepisován v latině baetulus. Původem tohoto názvu je společné aramejské a hebrejské označení Bét-el, které znamená „Dům Boží“. Další možné označení je abádir.
V starověkém Řecku byl zvláště významným baitylem omfalos přechovávaný v Delfách. Mělo se jednat o kámen, který podstrčila Rheia k pozření Kronovi a tím zachránila Dia, a zároveň o označení středu světa.